# Xanthoparmelia probarbellata
Xanthoparmelia probarbellata är en lavart som beskrevs av Hale. Xanthoparmelia probarbellata ingår i släktet Xanthoparmelia och familjen Parmeliaceae.   Inga underarter finns listade i Catalogue of Life.